# ۱۵۸۲ (میلادی)
۱۵۸۲ (میلادی) هزار و پانصد و هشتاد و دومین سال تقویم میلادی است. این سال ۳۵۵ روز به‌جای ۳۶۵ روزداشت.

## رویدادها
- ۱۵ ژانویه - با امضای پیمان یان-زاپولسکی جنگ لیوونی به پایان رسید و روسیه تزاری پذیرفت در مقابل خارج شدن پسکوف از محاصره و بازگردانده شدن اراضی پیشین، دست از ادعاهای خود بر لیوونی و پولوتسک بکشد و یک صلح ده ساله برقرار گردد.
- در اروپا تقویم میلادی یعنی گاه‌شماری گرگوری بجای گاه‌شماری ژولینی تصویب شد، در شبه جزیره ایبری ، ایتالیا و لهستان بعد از پنجشنبه 4 اکتبر جمعه 5 اکتبر نبود بلکه 15 اکتبر بود که 10 روز از روزهای تاریخ برای رفع خطاهای تقویم جولیان برداشته شد. در فرانسه و می سی سی پی (ایالات متحده آمریکا) ، یکشنبه 9 دسامبر با 20 دسامبر میلادی دنبال شد.
- انقراض دودمان مرعشیان، با عزل آخرین امیر مرعشی، توسط شاه عباس یکم صفوی

## زادگان
- ۲۸ اوت - تایچانگ، چهاردهمین امپراتور مینگ در چین
- ۵ مه - یوهان فردریش، هرتسوگ وورتمبرگ (م. ۱۶۲۸ م)

## درگذشتگان
‎